# تازة كند محمدية (غربي أردبيل)
تازة کند محمدیة (بالفارسية: تازه‌کند محمدیه) هي منطقة سكنية تقع في إيران في قسم الغربي الريفي. يقدر عدد سكانها بـ 136 نسمة .